# Albero Alto
Albero Alto (en aragonès Albero d'Alto) és un municipi aragonès situat a la província d'Osca i enquadrat a la comarca de la Foia d'Osca.